# 巴朗-迪梅尔加苏
巴朗-迪梅尔加苏是巴西马托格罗索州的一个市镇。总面积11182.846平方公里，总人口7625人，人口密度0.7人/平方公里。